# Chlorophorus alboscutellatus
Chlorophorus alboscutellatus là một loài bọ cánh cứng trong họ Cerambycidae.